# Michal Kabelka
Michal Kabelka (né le 4 février 1985 à Lučenec) est un athlète slovaque, spécialiste du saut en hauteur.

## Biographie
Il bat son record personnel lors de la finale des Championnats d'Europe d'athlétisme 2012 avec 2,24 m, 6e ex-æquo, mais son record en salle est de 2,31 m, réalisé à Banská Bystrica en février 2012.

## Palmarès
| Date | Compétition                    | Lieu     | Résultat | Marque |
| ---- | ------------------------------ | -------- | -------- | ------ |
| 2007 | Championnats d'Europe espoirs  | Debrecen | 6e       | 2,21 m |
| 2009 | Championnats d'Europe en salle | Turin    | qual.    | 2,22 m |
| 2012 | Championnats d'Europe          | Helsinki | 6e       | 2,24 m |
| 2012 | Jeux olympiques                | Londres  | qual.    | 2,16 m |
| 2013 | Championnats d'Europe en salle | Göteborg | qual.    | 2,18 m |
| 2015 | Championnats d'Europe en salle | Prague   | qual.    | 2,14 m |